# 박창달
박창달(朴昌達, 1946년 3월 17일 ~ )은 대한민국의 정치인이다. 제15-17대 국회의원을 역임하였다. 본관은 구산이며 경상북도 포항 출생이다.

## 학력
- 1958년 포항국민학교 졸업
- 1961년 포항중학교 졸업
- 1965년 계성고등학교 졸업
- 1973년 한국외국어대학교 행정학 학사
- 1995년 영남대학교 행정대학원 행정학 석사

### 명예 박사 학위
- 2009년 용인대학교 명예정치학 박사
- 2009년 계명대학교 명예교육학 박사

## 역대 선거 결과
|  | 34.5% |

|  | 37.9% |

|  | 55.09% |

|  | 10.93% |